# Paris Rio
Paris Rio è il primo album delle Ahn Trio.

## L'album
Pubblicato il 12 aprile 1995, è l'unico album del trio pubblicato con Chesky Records. Contiene otto tracce, che insieme compongono due opere di musica contemporanea, composte da Heitor Villa-Lobos e Maurice Ravel.

## Lista tracce
1. Piano Trio No. 1 in C minor - Allegro Non Troppo (Heitor Villa-Lobos) – 3:46
2. Piano Trio No. 1 in C minor - Andante sostenuto (Villa-Lobos) – 7:29
3. Piano Trio No. 1 in C minor - Scherzo: Vivace (Villa-Lobos) – 4:06
4. Piano Trio No. 1 in C minor - Allegro troppo e Finale (Villa-Lobos) – 8:30
5. Piano Trio in A minor - modere (Maurice Ravel) – 9:44
6. Piano Trio in A minor - Pantoum (Assez vif) (Ravel) – 4:28
7. Piano Trio in A minor - Passacaille (Tres large) (Ravel) – 8:05
8. Piano Trio in A minor - Final (Anime) (Ravel) – 5:46

## Formazione
- Lucia Ahn – pianoforte
- Angella Ahn – violino
- Maria Ahn – violoncello